# 南比都佐村
南比都佐村（みなみひづさむら）は滋賀県蒲生郡にあった村。現在の日野町の南西部、日野川の左岸にあたる。

## 地理
- 山岳：小岳
- 河川：日野川、迫谷川、砂川

## 歴史
- 1889年（明治22年）4月1日 - 町村制の施行により、蒲生郡迫村・清田村・別所村・深山口村・上駒月村・甲賀郡下駒月村の区域をもって蒲生郡南比都佐村が発足。
- 1955年（昭和30年）3月16日 - 日野町・東桜谷村・西桜谷村・西大路村・鎌掛村・北比都佐村と合併し、改めて日野町が発足。同日南比都佐村廃止。

## 交通

### 鉄道路線
村域を近江鉄道本線が通過するが、駅は所在しなかった。